# イオンモール浜松市野
イオンモール浜松市野（イオンモールはままついちの）は、静岡県浜松市中央区にあるショッピングセンター。

## 概要
市野ゴルフ倶楽部のショートコースの用地と近藤紡績所市野工場の遊休地を利用し、大林組の施工によってイオン株式会社が「イオン浜松市野ショッピングセンター」を2005年（平成17年）6月24日に開業したのが始まりである。
2008年（平成20年）9月26日には専門店を約100店舗増加させた220店舗とするなど大幅に増床して新装開業した。
この増床の際にユニクロやニトリなどが出店している。
当施設のある浜松市内には、西区にイオンモール浜松志都呂とイオン浜松西ショッピングセンターがあることから、磐田市や袋井市など東部方向への商圏拡大を図ることで自社競合を避けることを目指すとしている。
核店舗の「ジャスコ浜松市野店」は2011年（平成23年）3月1日にイオングループの総合スーパーをイオンに店名統一することに伴って「イオン浜松市野店」に改称し、同年から進められたイオンの大型ショッピングセンターの名称の「イオンモール」への統一に伴い、同年11月21日よりショッピングセンターの名称も「イオンモール浜松市野」に変更された。
2013年（平成25年）11月からイオンリテールの運営していた大型ショッピングセンターをイオンモールの運営に委託することになったことに伴い、同社の管理運営に移行した。

## 沿革
- 2005年（平成17年）6月24日 - 「イオン浜松市野ショッピングセンター」として開業[1]。
- 2008年（平成20年）9月26日 - 大幅に増床して新装開店[4]。
- 2011年（平成23年）11月21日 - 「イオンモール浜松市野」に名称変更。
- 2013年（平成25年）11月1日 - イオンモール株式会社に管理・運営移管[8]。

## 交通
施設内にはイオンモール浜松市野停留所が設置されているが、当停留所は単なるバス停ではなく、ミニバスターミナルとして機能している。
| 路線名           | 系統 | 主要経由地                                               | 行先     |
| ---------------- | ---- | -------------------------------------------------------- | -------- |
| 蒲線             | 77   | さぎの宮中・浜松北病院・大島町・笠井                     | 笠井上町 |
| 蒲線             | 74   | 遠鉄ストア天王店・中田町・丸塚町・労災病院・県総合庁舎   | 浜松駅   |
| 蒲線             | 77   | 遠鉄ストア天王店・東海染工・丸塚町・労災病院・県総合庁舎 | 浜松駅   |
| 早出線           | ２   | 小池南・上島駅東・早出上公園・柳通り・県総合庁舎         | 浜松駅   |
| 上島イオン市野線 |      | 小池南                                                   | 上島駅東 |

また、買い物客にバス乗車券お帰りきっぷが配付されており、整理券を取って乗車の上、降車時に整理券を運賃箱に入れてお帰りきっぷを乗務員に手渡しする。
自家用車の場合には、平面駐車場及び屋上駐車場を利用する。

## 近隣SC
- イオン浜松西ショッピングセンター
- イオンモール浜松志都呂
- ザザシティ浜松
- 浜松プラザ
- プレ葉ウォーク浜北
- サンストリート浜北
- ららぽーと磐田

## その他
- 同敷地内にケーズデンキ浜松市野店やラウンドワン浜松店、娯楽惑星 コンコルド、メガロス浜松市野などが建設された。
- 2013年、商品として売られていたポテトチップスのおまけの野球選手カードが入った袋35個[注釈 1]に切り込みを入れたとして、愛知県豊川市在住の男が器物損壊の容疑で逮捕された[11]。
- 2021年12月11日、1F 専門店東入口外に東京オリンピックのゴールドポスト（第20号）が設置された[12]（ゴールドポストプロジェクト[13]）。